# جین‌نات وارک
جین‌نات وارک (به انگلیسی: Jeannot Szwarc) (زادهٔ ۲۱ نوامبر ۱۹۶۸ – درگذشتهٔ ۱۵ ژانویهٔ ۲۰۲۵) کارگردان آمریکایی-فرانسوی بود. او هم‌چنین در عرصه تلویزیون، به‌عنوان تهیه‌کننده و نویسنده نیز، فعالیت می‌کرد.

## زندگی و حرفه
وارک در پاریس به دنیا آمد. او در دهه ۱۹۶۰ شروع به کار به‌عنوان کارگردان در تلویزیون آمریکا کرد. او هم‌چنین قسمت‌هایی از سریال‌هایی نظیر گالری شب، استخوان‌ها، شماره‌ها، ستوان کلمبو و قهرمانان را کارگردانی کرده است.
وارک در سال ۲۰۰۳ به خدمه شبکه تلویزیونی سی‌دابلیو به‌عنوان کارگردان، برای ساخت مجموعه تلویزیونی اسمالویل پیوست. یکی از قسمت‌های اصلی کارگردانی شده توسط او، «بازگشت به خانه» نام داشت که قسمت ۲۰۰ از این سری بود.
او هم‌چنین فارغ التحصیل دانشگاه هاروارد بود.